# Józefów (gmina Zwoleń)
Józefów – wieś w Polsce, położona w województwie mazowieckim, w powiecie zwoleńskim, w gminie Zwoleń. Ma status sołectwa.
| SIMC    | Nazwa   | Rodzaj    |
| ------- | ------- | --------- |
| 0642974 | Górki   | część wsi |
| 0642980 | Podłąki | część wsi |

W latach 1975–1998 miejscowość należała administracyjnie do województwa radomskiego.